# Tropidonophis mcdowelli
Tropidonophis mcdowelli là một loài rắn trong họ Rắn nước. Loài này được Malnate & Underwood mô tả khoa học đầu tiên năm 1988.